# Alessandro Biggi
Alessandro Biggi (Carrara, 19 novembre 1848 – Fossola, 9 gennaio 1926) è stato un politico e scultore italiano.
Sindaco di Carrara dal 19 dicembre 1899 al 28 maggio 1903, esponente carrarese del Partito Repubblicano Italiano, fervente mazziniano, come primo cittadino si rese artefice di importanti scelte per lo sviluppo della città di Carrara tra cui il progetto del Viale XX Settembre ancora oggi l'arteria stradale principale del Comune di Carrara.

## Biografia
Nato a Carrara il 19 novembre 1848, fin dall'inizio della sua attività come scultore ottiene importanti riconoscimenti, i primi per un bozzetto d'invenzione in disegno dal titolo “Ottone proclamato dai soldati imperatore” e per un bozzetto in scultura sul tema “Igeo e Ideo osano affrontare Diomede”.
Nel 1868 vince il Concorso d'Invenzione con il rilievo di “Mercurio che rimprovera Enea dagli ozi di Cartagine” e nel 1870 il Premio per il Pensionato in Roma (borsa di studio per giovani allievi dell'Accademia) con l'opera “Igmazeno che fa deporre ai piedi di Teodosio il cadavere del ribelle Firmo”.
Le prime opere sono caratterizzate dall'armonia stilistica e dalla pregevolezza dell'esecuzione tipica dello stile neoclassico che Alessandro Biggi aveva appreso dai suoi maestri tra cui Leopoldo Giromella, professore di scultura all'Accademia di Belle Arti di Carrara, di cui sposerà la figlia Anna Giromella.

## Attività di scultore

### Fuori dalla Toscana e il ritorno a Carrara
Dopo essersi trasferito per un periodo di tirocinio formativo a Roma, torna a Carrara dove partecipa al concorso per la realizzazione dei bassorilievi del monumento a Pellegrino Rossi, scolpendo quello dedicato allo statista mentre tiene una lezione di diritto costituzionale all'Università di Parigi.

### Docente di Arte presso l'ABAC e il periodo in Sud America
Premiato al Premio Fabbricotti per la statua dell’“Indiano ammansito dai doni della civiltà”, viene nominato professore dell'Accademia di Belle Arti di Carrara.
Nel 1889 fa parte della delegazione che rappresenta l'Italia all'Esposizione Universale di Parigi dove la sua scultura “Il Tempo” viene premiata.
Si trasferisce in Sud America dove realizza diversi monumenti in Argentina e in Uruguay. Tra le più importanti sculture scolpite in questo periodo vi sono: il monumento in onore di Giuseppe Garibaldi a Rosario e il monumento in memoria del Presidente dell'Argentina Nicolás Avellaneda a Buenos Aires.
Tornato in Italia realizza diverse sculture a carattere civile tra le più famose: il monumento a Felice Cavallotti a La Spezia, un busto di Giuseppe Garibaldi a Taranto e il monumento a Giuseppe Mazzini a Carrara, inaugurato alla presenza del deputato repubblicano Giovanni Bovio.
Il 19 dicembre 1899 viene eletto Sindaco di Carrara, incarico che rivestirà fino al 28 maggio 1903.
Concluso il mandato politico ritornerà al suo laboratorio di scultore.
Gli vengono commissionati una serie di importanti monumenti a carattere funerario a Buenos Aires, Rosario, Montevideo, Alessandria d'Egitto e a Il Cairo, città dove la comunità italiana all'estero è particolarmente attiva.
Accanto all'attività di scultore prosegue l'attività imprenditoriale del padre Giovanni che commerciava in marmi, trasformando l'impresa famigliare in una grande e solida azienda in grado di commercializzare i propri prodotti a livello internazionale in particolare in Sud America e negli Stati Uniti.
È la Ditta Biggi a fornire i marmi allo scultore Ettore Ferrari per il monumento a Giuseppe Mazzini a Roma.

## Gli ultimi anni
In tarda età si ritira nella sua villa a Fossola dove morì il 9 gennaio 1926.
È sepolto nella Cappella Monumentale della famiglia Biggi nel cimitero di Fossola, dove l'ingresso del suo sepolcro è vigilato da una copia della scultura “Il Tempo” , vincitrice all'Esposizione Universale di Parigi, da lui stesso scolpita.
Nel Comune di Carrara una piazza, poco lontano dalla casa dove era a lungo vissuto, porta il suo nome: Piazza Alessandro Biggi.